# Sépultures mégalithiques de la Butte aux Corzeaux
Les sépultures mégalithiques de la Butte aux Corzeaux sont situées sur une île du marais de Brière, sur la commune de Saint-Joachim dans le département de la Loire-Atlantique.

## Historique
Selon Pitre de Lisle du Dreneuc, les quatre dalles en granite qui dépassent du sol correspondraient à quatre tables de couverture d'un dolmen. Les fouilles archéologiques du site menées en 1964 ont permis de découvrir qu'il s'agissait de quatre tombelles.
Le site est classé au titre des monuments historiques par arrêté du 16 juillet 1981.